# Eurofighter GmbH
Eurofighter Jagdflugzeug GmbH (English: Eurofighter Fighter aircraft GmbH) là một công ty đa quốc gia hợp tác thiết kế, sản xuất và nâng cấp Eurofighter Typhoon, đồng thời kết hợp động cơ phản lực được thiết kế và sản xuất bởi EuroJet Turbo GmbH.
Thành lập năm 1986, công ty được đăng ký và có trụ sở ở Đức, được góp vốn bởi các công ty hàng không vũ trụ lớn của bốn nước thành viên đối tác của Eurofighter.
- 46%: EADS
  - 33% EADS Deutschland GmbH (Đức)
  - 13% EADS CASA (Tây Ban Nha)
- 33%: BAE Systems (United Kingdom)
- 21%: Alenia Aeronautica (Ý)

Khách hàng của Eurofighter GmbH là Cơ quan quản lý Eurofighter và Tornado NATO (the NATO Eurofighter and Tornado Management Agency (NETMA), được điều hành bởi đại diện của các quốc gia đối tác). Mô hình quản lý liên kết này theo dõi chương trình Tornado rất chặt chẽ. Trong đó, hãng Panavia Aircraft GmbH chịu trách nhiệm phân phối hệ thống vũ khí còn công ty đăng ký tại Anh Turbo-Union Ltd. đảm nhận hệ thống thiết bị đẩy.
Tổng hành dinh của công ty nằm tại Hallbergmoos gần phi trường München, Đức.

## Trục trặc

### Hối lộ
Eurofighter đã có nhiều tai tiếng trong việc hối lộ để bán loại máy bay Typhoon như việc bán 15 chiếc cho cho Áo. Đó là tiền để các quan chức đã bị cáo buộc hối lộ của Áo sẽ quyết định mua Eurofighter vốn đã tốn kém với giá gấp đôi. Số tiền hối lộ đã được phân phối thông qua một mạng lưới phức tạp của các công ty bình phong xung quanh công ty trụ sở Vector Aerospace tại Luân Đôn. Còn tại Ả Rập Saudi thì hãng sản xuất cũng đã hối lộ để thắng thầu bán 72 chiếc và sau đó bị phạt 400 triệu USD vì vi phạm luật chống tham nhũng trong đấu thầu quốc tế.

### Chất lượng
Các máy bay cung cấp cho quân đội Đức đã bị than phiền về chất lượng sản phẩm và nó đã gây ra một cuộc tranh luận giữa quân đội Đức và hãng sản xuất. Vụ việc gây hậu quả nghiêm trọng tất cả việc sản xuất đến khi đó đã bị đình lại. Năm 2011 một nhân viên đã ghi nhận đến 68 lỗi có khả năng dẫn đến những trường hợp nguy hiểm. Các thanh tra sau khi kiểm tra đã công bố 35 khiếm khuyết từ khi sản xuất và 49 lỗi phát sinh sau 7 tháng. Ví dụ như máy đo độ cao hoạt động không đúng chỉ độ cao thấp hơn thực tế đến 60 m. Hệ thống điện tử là một trong các linh kiện của Eurofighters được bơm dầu không đạt khiến cho máy bay có thể bị mất thăng bằng và rơi, bu long bánh trước được gắn vào không đúng cách khiến nó lỏng ra khi bay...